# Ian (orkaan)
Orkaan Ian was een grote Atlantische orkaan van categorie 4 die wijdverbreide schade aanrichtte in het westen van Cuba en het zuidoosten van de Verenigde Staten, met name de staten Florida en South Carolina. Het was de negende storm, de vierde orkaan en de tweede tropische cycloon van het Atlantisch orkaanseizoen 2022.

## Beschrijving
De orkaan ging op 28 september 2022 als orkaan van categorie 4 met windsnelheden tot 240 kilometer per uur aan land in de Amerikaanse staat Florida. De cycloon zorgde voor heel wat vernielingen en overstromingen. Ian had als een orkaan van categorie 3 op 27 september al een ravage aangericht in het westen van Cuba waar volgens de regering zeker twee mensen omkwamen. Op 1 oktober zaten er nog meer dan een miljoen gebouwen in Florida zonder stroom.
De orkaan bereikte op 30 september de staat South Carolina als een orkaan van de laagste categorie met windsnelheden tot 140 kilometer per uur. Daarna zwakte de storm af en trok verder over de staten North Carolina en Virginia. Op 2 oktober stond volgens de lokale autoriteiten het dodental in Florida op 44 slachtoffers. Een dag later werd dit aantal bijgesteld en de medische autoriteiten in Florida meldden 58 overlijdens in Florida. De gouverneur van North Carolina, Roy Cooper, meldde vier bevestigde sterfgevallen. Volgens de Amerikaanse media zal het uiteindelijke dodental nog hoger liggen. CNN heeft het over 76 doden in Florida, NBC spreekt over 83 doden.

## Fotogalerij

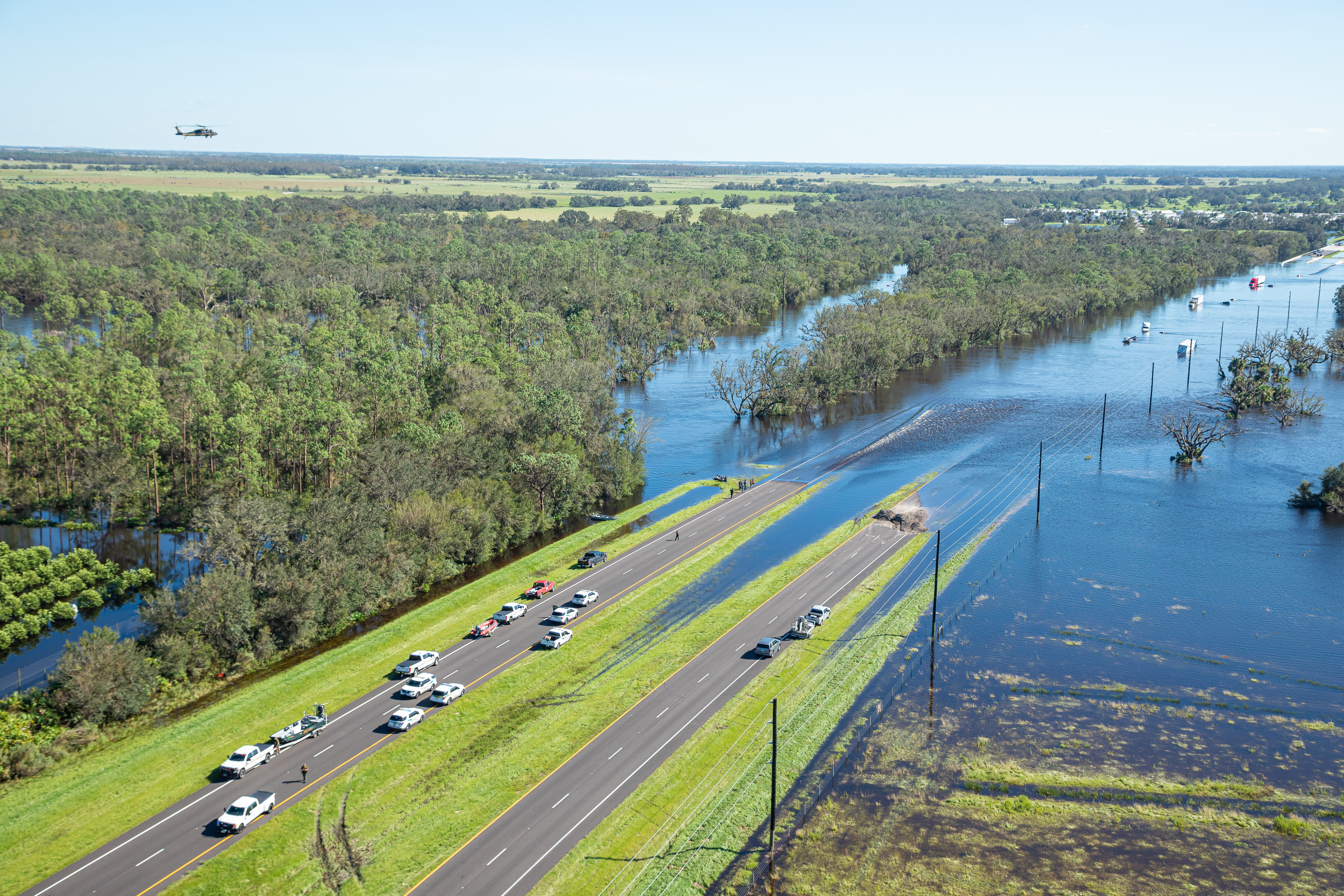
Overstromingen in Florida
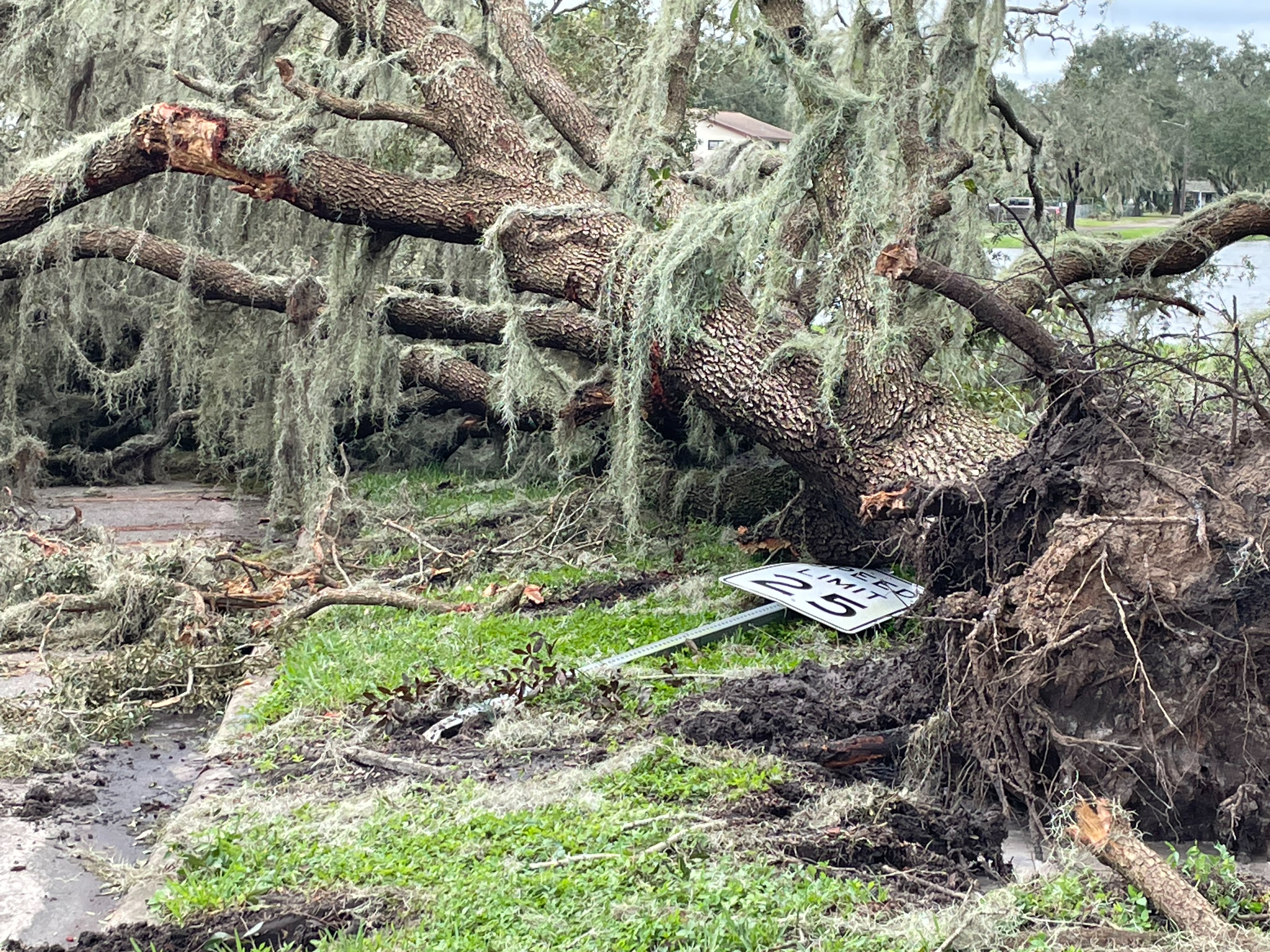
Ontwortelde bomen in Florida
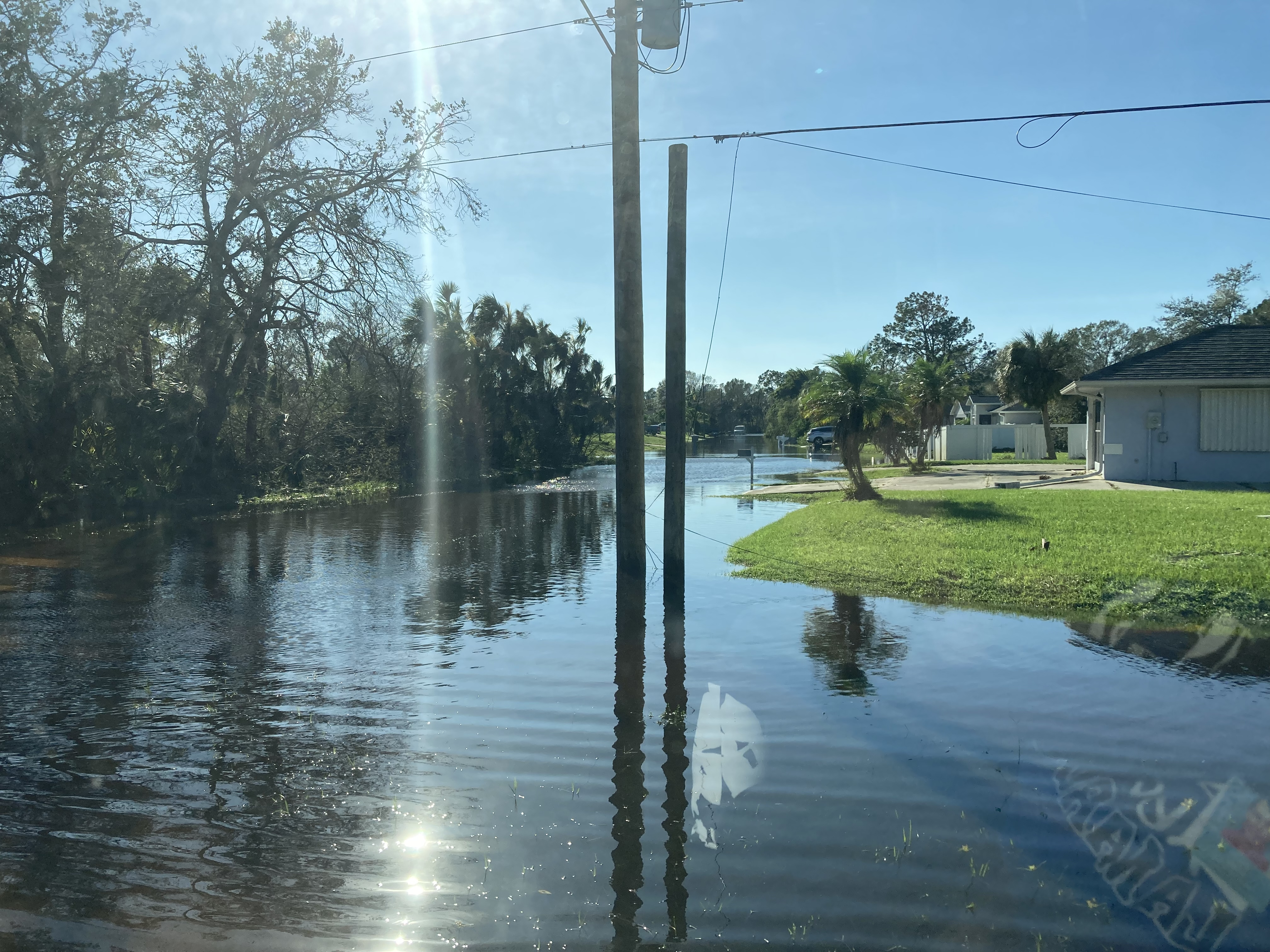
Overstroomde straten, North Port, Florida